# هنری واتکینز آلن
هنری واتکینز آلن (Henry Watkins Allen) (زادهٔ ۲۹ آوریل ۱۸۲۰ – درگذشتهٔ ۲۲ آوریل ۱۸۶۶)،‏ سرباز در ارتش ایالات مؤتلفه و ارتش تگزاس بود که به عنوان رهبر نظامی، سیاستمدار، نویسنده، برده‌دار و مزرعه‌دار نیشکر کار کرد.
در جریان جنگ داخلی آمریکا، وی تا درجه نظامی سرتیپ در ارتش ایالت مؤتلفه ترفیع نمود. آلن در اواخر جنگ به عنوان هفدهمین فرماندار ایالت لوئیزیانا انتخاب گردیده و از ژانویه ۱۸۶۴ تا مه ۱۸۶۵ در این سمت خدمت نمود. او آخرین فرمانداری بود که تحت حقوق اساسی انتخاب گردیده و تا آخر دوره بازسازی ایالات متحده در این سمت ماند. وی به مکزیک فرار کرده و سال بعد در آنجا درگذشت. جسد وی به ایالات متحده بازگردانده شده و در نیواورلئان به خاک سپرده شد.

## اوایل زندگی و حرفه
الن در ۲۹ آوریل ۱۸۲۰ در فارمروایل در شهرستان پرنس ادوارد، ویرجینیا زاده شد. وی باورمند به فرقه مسیحیت پرسبیترینیسم بود. پس از اتمام مدرسه در مدارس محلی، او در کالج ماریون، میزوری آموزش دید. آلن به می‌سی‌سی‌پی نقل مکان نموده و در آنجا به عنوان معلم مدرسه و وکیل مدافع کار کرد.
وی در نخست به عنوان سرباز و بعدتر به عنوان سروان در انقلاب تگزاس بر علیه مکزیک خدمت کرد. وی در ۱۸۴۶ میلادی به عنوان عضو مجلس نمایندگان می‌سی‌سی‌پی انتخاب گردیده و پس از آن در دانشگاه هاروارد حقوق خواند.
در ۱۸۴۲ میلادی، آلن و سالوم آن کرین باهم ازدواج کردند. همسر وی در ۱۸۵۱ میلادی به عمر ۲۵ سالگی وفات کرد و در بروینزبرگ، می‌سی‌سی‌پی به خاک سپرده شد.

## لوئیزیانا
در فوریه ۱۸۵۲، هنری واتکینز آلن و ویلیام نولان مزرعه ویستاور در غرب لوئیزیانا را خریداری نمودند. سه سال بعد در ۱۸۵۵ میلادی، این زمین تقسیم گردیده و از هم جدا ساخته شد؛ نولان نام مزرعه ویستاور را در قسمت زمین مربوط به خود حفظ کرد، اما آلن قسمت زمین خود را به‌نام مزرعه الندیل نام‌گذاری نمود. مزرعه وی متکی به کار برده‌های آفریقایی-آمریکایی بود و وی تعداد زیاد برده داشت.
وی در ۱۸۵۳ میلادی به عنوان عضو مجلس قانون‌گذاری لوئیزیانا انتخاب گردید. در ۱۸۵۹ میلادی، آلن به اروپا رفت و می‌خواست در پیکار ایتالیا برای آزادی سهم بگیرد، اما خیلی دیر شده بود. او به اکناف اروپا سفر کرد و رویدادهای سفر خود را در خاطرات‌نامه‌اش تحت عنوان سفرهای یک مزرعه‌دار نیشکر، یادداشت نمود.
وی در غیابش دوباره به عنوان عضو مجلس نمایندگان انتخاب شد. پس از بازگشت، وی نقش چشمگیری در امور این نهاد ایفا کرد. از منظر گرایش سیاسی، آلن در اوایل طرفدار حزب هیچ‌چیز دان (حزب آمریکایی) بود، اما زمانی که بیوکنن در ۱۸۵۶ به عنوان نامزد ریاست جمهوری شد، او به حزب دموکرات پیوست.

## خدمت در ارتش ایالات مؤتلفه
الن به عنوان سرباز هنگ چهارم پیاده لوئیزیانا وارد ارتش شد، اما به زودی در ۱۵ اوت ۱۸۶۱ به درجه نظامی سرهنگ دوم ترفیع داده شد. وی در ۱ مارس ۱۸۶۲ سرهنگ این هنگ شد. در جریان جنگ داخلی آمریکا، وی در نبردهای شایلو و باتون‌روژ شدیداً زخم برداشت.
سرهنگ آلن هنگامی که هنوز هم به دلیل جراحت‌های که در هر دو پای خود در نبرد باتون‌روژ برداشته بود قادر به راه رفتن نبود، در ۲ نوامبر ۱۸۶۲ با سارا مورگان آشنا شد. مورگان در دفتر خاطرات خود که در اواخر قرن بیستم میلادی پس از مرگش منتشر شد، آلن را به عنوان یک «مرد بسیار کوچک» با «چهره گوشتی/خمیری» توصیف کرد.
در اوایل ۱۸۶۳ میلادی، زمانی که آلن هنوز در حال بازیابی سلامت خود بود، به عنوان قاضی ارتش می‌سی‌سی‌پی پمبرتون و همزمان به عنوان سرلشکر شبه‌نظامیان لوئیزیانا خدمت می‌کرد. در ژوئن ۱۸۶۳، زمانی که آلن در حال فرار از یک آتش‌سوزی هتل در جاکسون، می‌سی‌سی‌پی بود، جراحت بیشتری برداشت.
وی در ۱۹ اوت ۱۸۶۳ به درجه نظامی سپهبد ترفیع نمود. او به رقابت در انتخابات فرمانداری لوئیزیانا موافقت نموده و به عنوان فرماندار قسمت‌های از لوئیزیانا که هنوز تحت کنترل ایالات مؤتلفه بود انتخاب شد، او در ژانویه ۱۸۶۴ کار خود به عنوان فرماندار را آغاز کرد؛ دوره خدمت فرمانداری وی در بهار ۱۸۶۵ با فروپاشی ائتلاف پایان یافت.
الن هنگام دوران خدمت خود به عنوان فرماندار، قانونی را از طریق مجلس قانون‌گذاری به تصویب رساند تا از ضبط غیرقانونی اموال توسط کارمندان ائتلاف جلوگیری نماید. یکی دیگر از قوانین به آلن این امکان را فراهم نمود تا دارو خریداری نموده و به مستمندان توزیع نماید. سربازان معلول ماهانه مبلغ ۱۱ دلار حقوق دریافت می‌کردند. آلن بیمارستان‌های جدیدی را تأسیس کرد که وجوه مالی آن به‌طور عمومی و خصوصی تأمین می‌گردید. به‌خاطر فقدان صنایع تولیدی در لوئیزیانا، وی سیستمی از فروشگاه‌ها، کارگاه‌های ریخته‌گری و کارخانه‌های دولتی را به این هدف تأسیس نمود تا پس از پایان جنگ، فعالیت‌های تولیدی آنرا به‌سوی تولید کالاهای غیرنظامی سوق دهد.
چون ایالات مؤتلفه کمبود شدید دارو داشت، آلن زمان و منابع وسیعی را وقف تأسیس یک دستگاه اطلاعاتی و سرویس پنهانی کرد تا این دستگاه بتواند تدارکات حیاتی، به‌ویژه داروهایی چون کینین، را به‌طور مخفیانه از عقب خط‌های متحدین از نیواورلئان یا مکزیک تدارک نماید. آزمایشگاه‌های دولتی قادر بودند تربانتین، روغن کرچک، الکل طبی و سدیم کربنات را تولید کنند.
الن با ژنرال ادموند کربی اسمیت به توافق رسید تا زمانی که دیون ائتلاف پس داده می‌شود، وی مقدار هنگفت پنبه و شکر که توسط کارمندان ائتلاف گردآوری شده بود را به عنوان مالیات غیرنقدی انتقال دهد.

## پس از پایان جنگ داخلی
بخشی از مزرعه الندیلِ آلن واقع در پورت الن، لوئیزیانا از جمله کارخانه ساخت شکر الندیل، در جریان جنگ داخلی آمریکا (۱۸۶۱ – ۱۸۶۵ میلادی) به آتش کشیده شده بود.
زمانی که نیروهای ارتش اتحادیه به تصرف لوئیزیانای تحت کنترل ائتلاف آغاز نمودند، مقامات نظامی اعلام نمودند که فرماندار آلن یک قانون‌شکن بوده و بلافاصله پس از دستگیری به جزای مرگ محکوم می‌شود. مورخ جان دی. وینترز که به رویاپردازی در مورد ائتلاف و بدنام‌سازی آمریکایی-آفریقایی‌ها شهره است، در مورد رویدادی که آلن لوئیزیانا را ترک و به مکزیک پناهنده شد چنین می‌نویسد:
«قبل از ترک، او نامه‌ای خطاب به مردم لوئیزیانا نوشت و در آن به آنها عاجزانه التماس نمود تا صلح را حفظ نموده و بدون ناله و نومیدی به 'رویداد اجتناب‌ناپذیر خود را تسلیم شوند' و 'یک زندگی جدید را آغاز نمایند'. پس از آن، این فرماندار که از فرط ناتوانی زمین‌گیر شده بود وارد آمبولانس خود شده و گروهی از دوستان که سیلی از اشک در چشمان آنها جاری بود، با وی وداع کردند».— زمستان‌ها، صفحه ۴۲۶
با پایان ائتلاف، جیمز مدیسون ویلز که فرماندار مناطق تحت کنترل متحدین بود، فرماندار کل ایالت لوئیزیانا شد. پس از آن، آلن به مکزیکوسیتی رفت و به ویراستاری روزنامه مکزیکو تایمز که یک نشریه انگلیسی-زبان بود، مشغول شد. در نوامبر ۱۸۶۵، یک انتخابات ویژه تحت حکومت دوره بازسازی ایالات متحده راه‌اندازی گردیده و آلن (که در مکزیک بسر می‌برد) با دریافت ۵٬۴۹۷ رأی در مقابل ویلز که ۲۲٬۳۱۲ رأی کسب کرده بود، مغلوب شد.

## مرگ و میراث
الن در ۲۲ آوریل ۱۸۶۶ بر اثر اختلال معده در مکزیکوسیتی درگذشت. آلن در نخست در گورستان ملی مکزیکوسیتی به خاک سپرده شده بود، اما جسد وی پس از ۱۰ سال به نیواورلئان بازگردانده شده و در گورستان لفایتی دفن شد. در ۱۸۸۵ میلادی، ۱۹ سال پس از مرگ وی، جسد آلن دوباره در زمینی در مقابل ساختمان سابقه کنگره ایالتی لوئیزیانا در بتن‌روژ به خاک سپرده شده و یک صلیب سرخ-رنگ بالای قبر وی گذاشته شد.